# Andrea Pais De Libera
Andrea Pais De Libera (Auronzo di Cadore, 29 marzo 1973) è un ex bobbista italiano.

## Biografia
Atleta del G.S. Fiamme Gialle, venne selezionato per la Nazionale di bob dell'Italia.
Partecipò con il bob a quattro alle Olimpiadi invernali di Nagano 1998 dove giunse al 20º posto, mentre ai Giochi di Salt Lake City 2002 concluse al 19º posto.
Ai Campionati italiani di bob vinse sette medaglie: con il bob a quattro fu oro nel 2003 e 2006, argento nel 2001 e bronzo nel 2000; con il bob a due fu oro nel 2002 e 2003, argento nel 2005.